# Palazzo Lorenzo Manilio

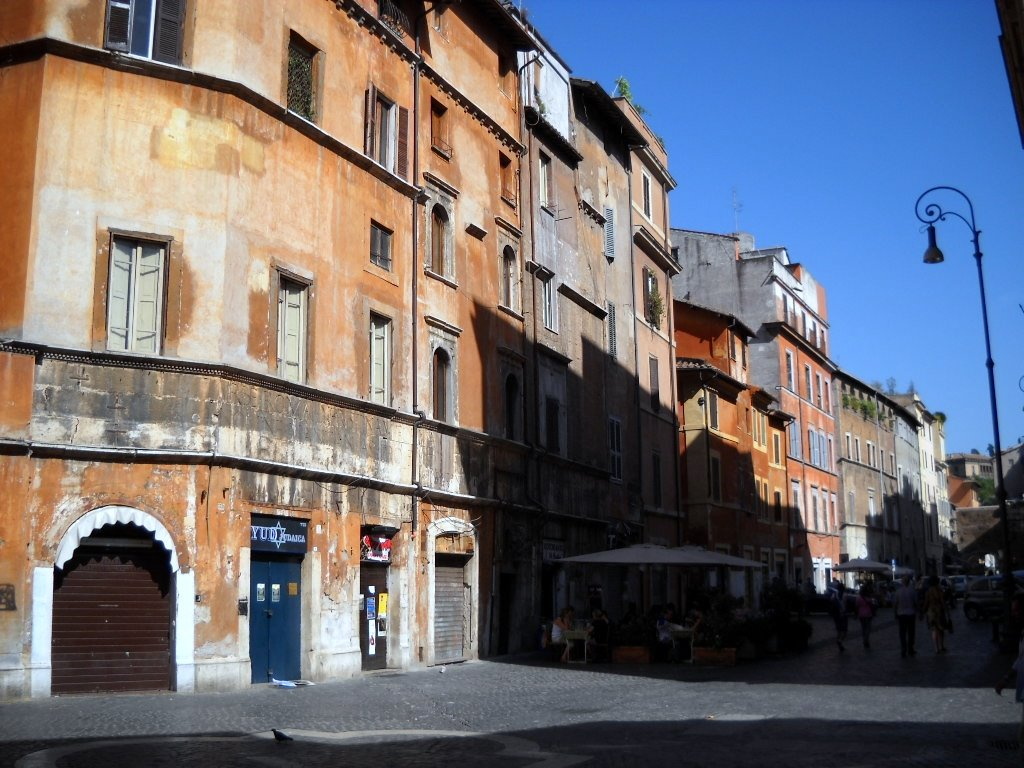
Vista da fachada atualmente (esquerda).

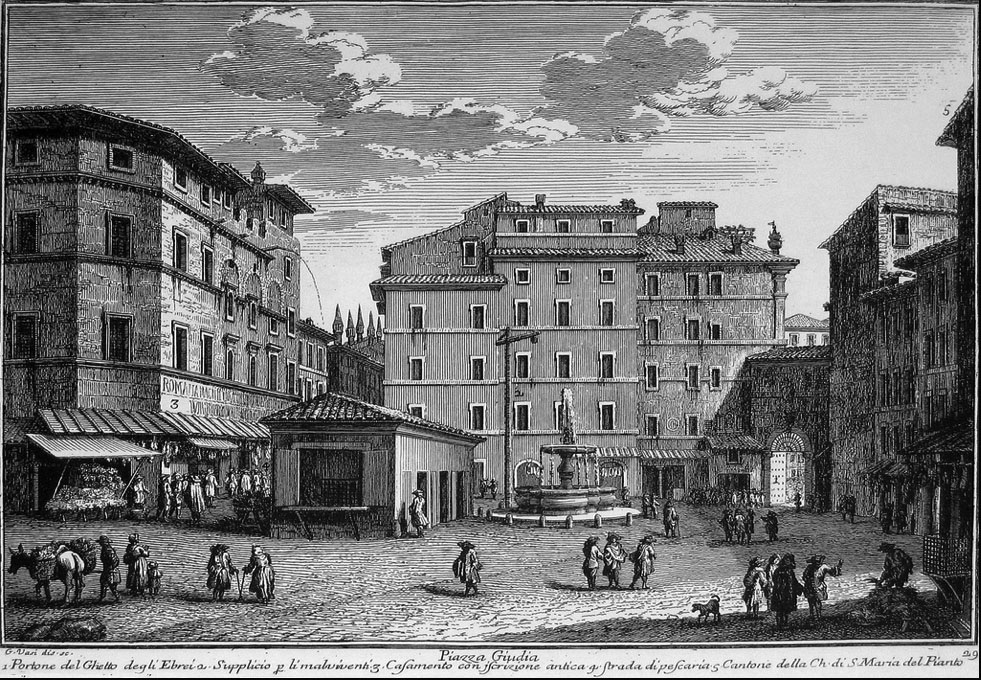
Mesma vista numa gravura de Giuseppe Vasi (1752). O palácio está à esquerda.

Palazzo Lorenzo Manilio ou Casa di Lorenzo Manilio é um palácio renascentista localizado na Via del Portico di Ottavia, no rione Sant'Angelo de Roma, no centro do antigo Gueto de Roma. 

## História
O palácio foi construído por um certo Lorenzo Manilio em 1468 para servir de residência para ele e sua família e foi adornado com uma elegante decoração clássica referente ao esplendor da Roma Antiga. A casa é constituída de três edifícios diferentes reunidos por uma grande faixa inscrita na qual Manilio pediu que os construtores colocassem uma inscrição em mármore com letras maiúsculas com seguinte texto:
| “ | URBE ROMA IN PRISTINAM FORMA(M R)ENASCENTE LAUR MANLIUS KARITATE ERGA PATRI(AM) (A)EDIS SUO NOMINE MANLIANAS PRO FORT(UN)AR(UM) MEDIOCRITATE AD FOR(UM) IUDEOR(UM) SIBI POSTERISQ(UE) SUIS A FUND(AMENTIS) P(OSUIT) AB URB(E) CON(DITA) MMCCXXI L AN(NO) M(ENSE) III D(IE) II P(OSUIT) XI CAL(ENDAS) AUG(USTAS) "Enquanto Roma renasce com seu antigo esplendor, Lorenzo Manilio, em sinal de amor à sua cidade, construiu as fundações na piazza Giudea, na medida de suas modestas possibilidades, esta casa que, de seu sobrenome, recebeu o nome de Manliana, para si e para seus descendentes, no ano 2221 da fundação de Roma, aos 50 anos, 3 meses e 2 dias de idade; as obras começaram no décimo-primeiro dia depois das calendas de agosto." | ” |

A data de 2221 é calculada a partir da data da fundação de Roma (753 a.C.) e corresponde ao ano de 1468. A inscrição é interessante por diversos motivos: o uso da palavra "renascente" para indicar o retorno de Roma ao seu esplendor original, a maestria na reprodução de antigas inscrições romanas (proporções, abreviações, utilização do V ao invés do U) e a omissão de qualquer referência ao cristianismo, incluindo a ausência de menção ao papa reinante e ao calendário cristão.

## Descrição

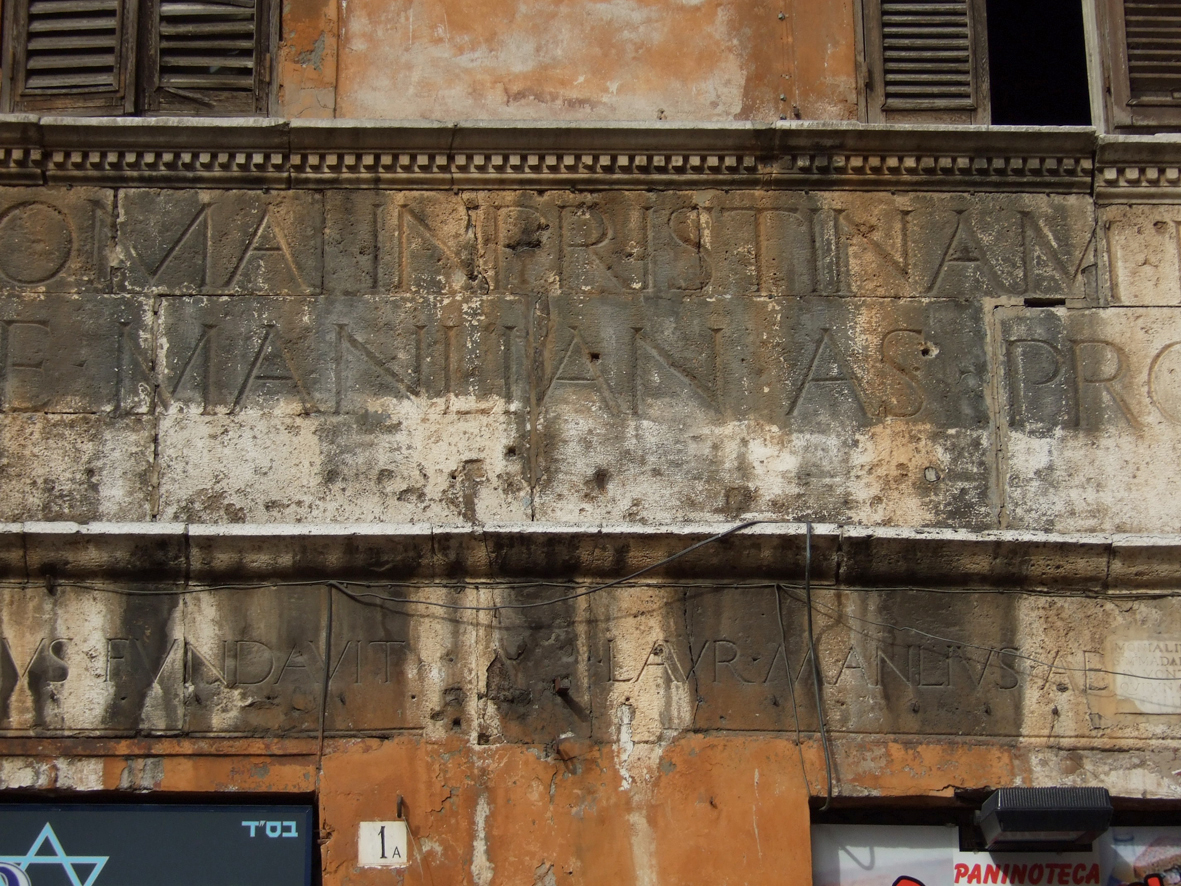
Detalhe da inscrição.

Lorenzo Manilio decorou sua casa com fragmentos de antigos relevos e seu palácio pode ser considerado um dos primeiros exemplos desta moda, conhecida como all'antico, que caracterizou muitos edifícios renascentistas de Roma (como a Villa Medici, por exemplo). Nas arquitraves dos portais se lê o nome do fundador repetido quatro vezes, três em latim e uma em grego, enquanto que nas janelas se lê o motto "Have Roma" ("have" era uma das formas de se escrever "ave"). Além disto, a fundação do edifício está repleto de descobertas arqueológicas: uma lápide funerária proveniente da Via Ápia, o fragmento de um sarcófago romano na porta central e uma lápide grega.